# Šalinac
Šalinac (en serbe cyrillique : Шалинац) est un village de Serbie situé sur le territoire de la Ville de Smederevo, district de Podunavlje. Au recensement de 2011, il comptait 563 habitants.

## Démographie

### Évolution historique de la population
| 1948  | 1953  | 1961  | 1971  | 1981  | 1991  | 2002 | 2011 |
| ----- | ----- | ----- | ----- | ----- | ----- | ---- | ---- |
| 1 234 | 1 393 | 1 404 | 1 205 | 1 167 | 1 160 | 985  | 563  |

|  |